# Conothele vali
Espèce
Conothele vali est une espèce d'araignées mygalomorphes de la famille des Halonoproctidae.

## Distribution
Cette espèce est endémique d'Arunachal Pradesh en Inde. Elle se rencontre dans le district de Tawang à 1 856 m d'altitude.

## Description
La femelle holotype mesure 11,30 mm.

## Publication originale
- Siliwal, Nair, Molur & Raven, 2009 : First record of the trapdoor spider genus Conothele (Araneae, Ctenizidae) from India, with a description of two new species. Journal of Arachnology, vol. 37, p. 1-9 (texte intégral).